# سيد غريفز
سيد غريفز (بالإنجليزية: Sid Graves)‏ هو لاعب كرة قاعدة أمريكي، ولد في 30 نوفمبر 1901 في ماربلهيد في الولايات المتحدة، وتوفي في 26 ديسمبر 1983 في بيدفورد في الولايات المتحدة.

## وصلات خارجية
- سيد غريفز على موقعبيزبول رفرنس.كوم (الدوري الرئيسي) (الإنجليزية)